# Ga Bongmyeong
Ga Bongmyeong là ga tàu điện ngầm trên Tuyến 1 của Tàu điện ngầm Seoul. Nó được mở cửa vào tháng 12 năm 2008.

## Bố trí ga
| ↑ Cheonan ↓   |
| \| ２         |
| ↑ Ssangyong ↓ |

| １ | ●Tuyến 1 | Địa phương·Tốc hành | ← Hướng đi Cheonan · Pyeongtaek · Suwon · Guro           |
| ２ | ●Tuyến 1 | Địa phương·Tốc hành | → Hướng đi Ssangyong · Asan · Onyangoncheon · Sinchang → |